# Gelbe Zeitlose
Die Gelbe Zeitlose (Colchicum luteum) ist eine Pflanzenart aus der Gattung der Zeitlosen (Colchicum) in der Familie der Zeitlosengewächse (Colchicaceae).

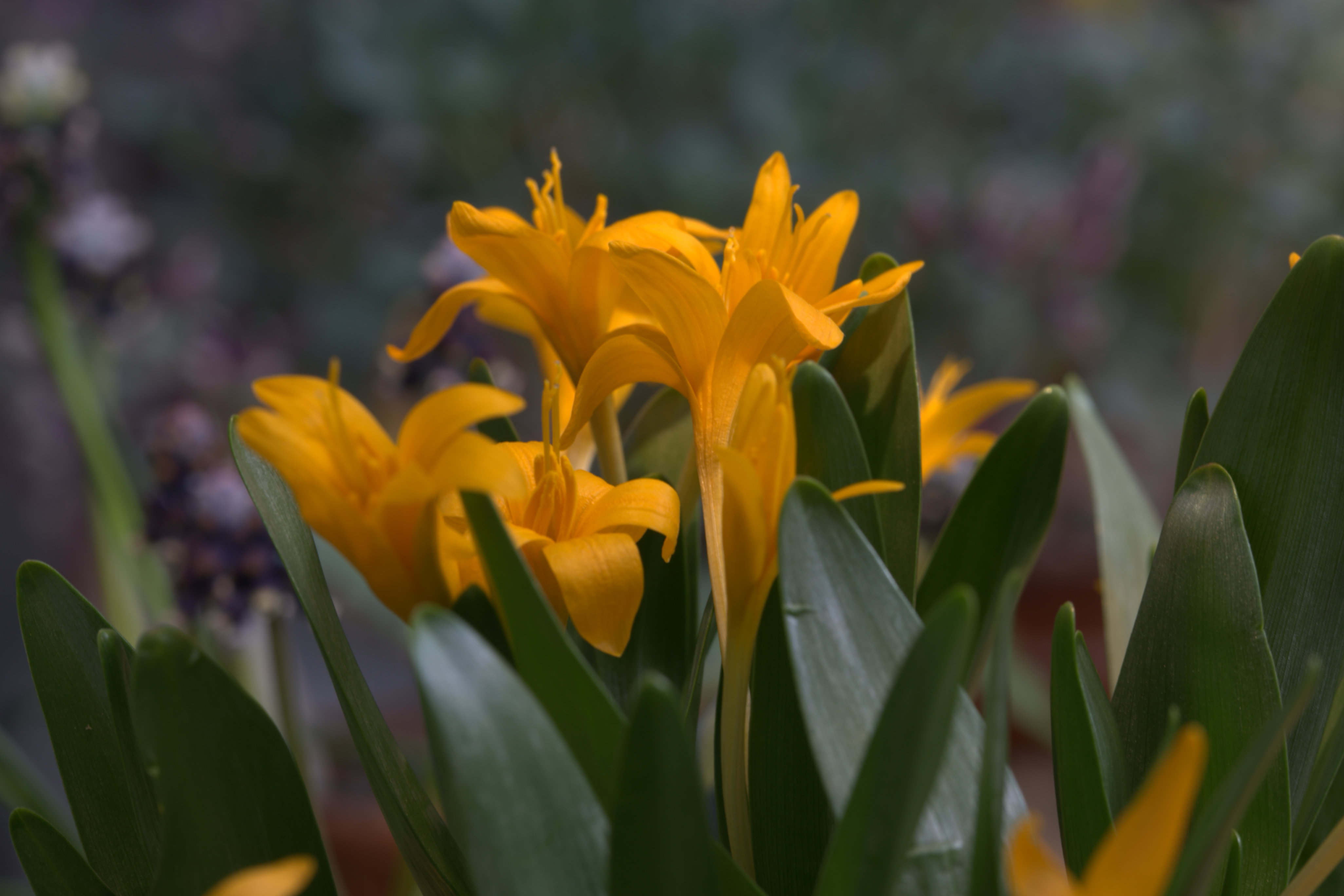
Gelbe Zeitlose (Colchicum luteum)

## Merkmale
Die Gelbe Zeitlose ist eine ausdauernde Knollenpflanze, die Wuchshöhen von 3 bis 12 Zentimeter erreicht. Die Knolle misst 1,5 bis 6,5 × 1 bis 3 Zentimeter und befindet sich 7 bis 28 Zentimeter tief in der Erde. Die 3 bis 4 (selten 2 bis 6) Blätter messen zur Blütezeit 1 bis 4,5 (selten bis 9) × 0,7 bis 3 (selten ab 0,2) Zentimeter und sind kürzer als die Blüten, später erreichen sie 10 bis 25 (selten bis 30) × 0,6 bis 3 Zentimeter. Die Unterseite der Blätter ist deutlich gerippt. Die 1 bis 2 (selten bis 4) Blüten sind stark duftend, gelb, schmal trichterförmig und in der Sonne ausgebreitet. Die Perigonzipfel messen 13 bis 45 × 1,5 bis 11 Millimeter. Ihre Nerven sind oft purpurbraun gefärbt. Die Narbe ist punktförmig und nicht herauslaufend.
Die Blütezeit reicht von Februar bis März.

## Vorkommen
Die Gelbe Zeitlose kommt in Ost-Afghanistan, in Pakistan, in West-Indien im westlichen Himalaya, im westlichen Pamir-Alai und in West-Tienschan vor. Sie wächst in montane bis alpinen Rasen, auf feuchten Hängen, auf Schneeflecken und in offenen Gehölzen in Höhenlagen von 800 bis 3900 (selten ab 600) Meter.

## Taxonomie
Die Gelbe Zeitlose wurde 1874 von John Gilbert Baker in Gardeners' Chronicle neue Serie, Band 2 Seite 34 als Colchicum luteum anhand zahlreicher Belege im Herbarium in Kew erstbeschrieben.

## Nutzung
Die Gelbe Zeitlose wird selten als Zierpflanze für Steingärten genutzt. Sie ist seit spätestens 1874 in Kultur.